# Kostel svatého Augustina (Brno)
Kostel svatého Augustina v Brně je římskokatolický chrám postavený ve funkcionalistickém stylu v letech 1932–1935 podle projektu architekta Vladimíra Fischera. Kostel se nachází v centru Masarykovy čtvrti na náměstí Míru, v katastrálním území Stránice v městské části Brno-střed. Je farním kostelem farnosti Brno-sv. Augustin.

## Historie

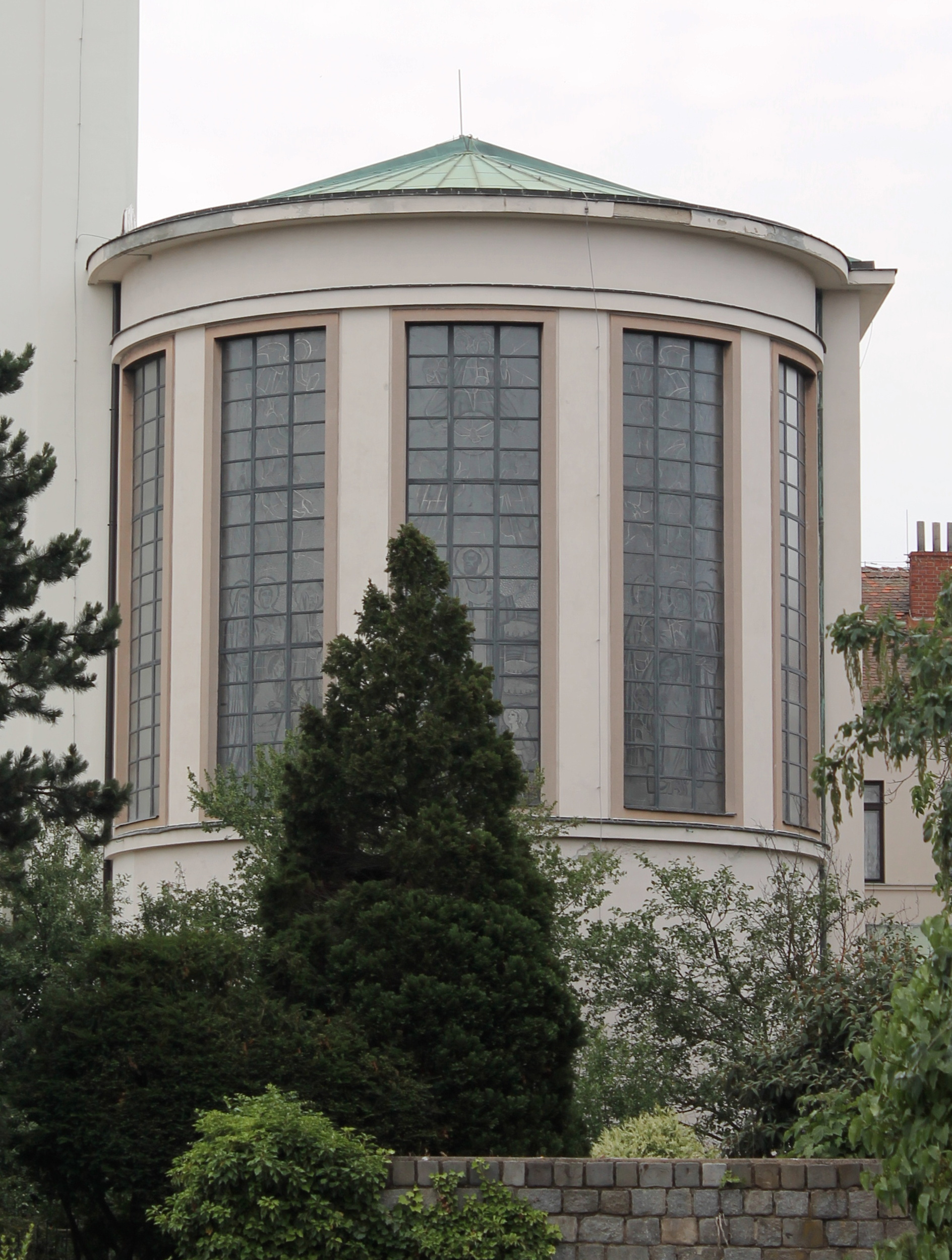
Apsida v závěru presbytáře kostela

Kostel svatého Augustina se nachází v centru Masarykovy čtvrti, která vznikla za první republiky a která propojila starší německou Úřednickou čtvrť kolem spodních částí ulic Údolní a Tvrdého s českou Úřednickou čtvrtí na druhé straně kopce ze strany Žabovřesk (ulice Zeleného, Krondlova, Tichého a další). Chrám byl postaven na náměstí Míru (tehdy Babákovo náměstí), v ústředním prostoru nově stavěné části města, v sedle mezi Kraví horou a hlavním vrcholem Žlutého kopce. Důvodem jeho vzniku byl především velký stavební rozvoj v oblasti a s tím související nárůst farníků (samotná oblast tehdy spadala do starobrněnské farnosti, o kterou se starali tamní augustiniáni), a dále také nadcházející výročí úmrtí svatého Augustina. Již v roce 1927 probíhala jednání o umístění kostela, která byla zjednodušena skutečností, že zde augustiniáni ze Starého Brna vlastnili velkou část pozemků a měli tak na výběr nejvhodnější místo.
Projekt chrámu vypracoval v letech 1929–1930 architekt Vladimír Fischer. Základní kámen položil opat starobrněnského kláštera František Saleský Bařina 28. srpna 1930. Tento den měl pro augustiniány velký význam, neboť se jednalo o 1500. výročí úmrtí svatého Augustina. Nový kostel byl také tomuto církevnímu učiteli zasvěcen, chrám byl proto někdy také nazýván jako „jubilejní“. Samotná stavba, kterou prováděla firma Jana Zemana, začala až v létě 1932, protože bylo potřeba vyřídit všechna úřední povolení. Hrubá stavba byla dokončena v červnu 1934, následovaly dokončovací práce. K vysvěcení kostela došlo 5. května 1935 brněnským biskupem Josefem Kupkou. Společně s chrámem byla postavena i navazující fara. Celkové náklady na vybudování kostela i farní budovy činily 3,4 milionu korun, stavbu financovali starobrněnští augustiniáni. Samostatná farnost u kostela svatého Augustina byla zřízena 1. září 1938, do té doby byl chrám filiálním v rámci starobrněnské farnosti.
Ve věži kostela byly původně zavěšeny čtyři zvony z dílny Rudolfa Manouška. Tři z nich – Sv. Augustin (1380 kg, ladění c1), P. Maria (1266 kg, ladění e1), Sv. Monika (644 kg, ladění g1) – ovšem byly za druhé světové války v roce 1942 na příkaz německé policie odvezeny do Vítkovických železáren, kde byly roztaveny a materiál byl použit pro válečné účely, takže v kostele zůstal na dlouhou dobu zvon jediný, nejmenší z původních – Sv. Josef (475 kg, ladění a1). Roku 1976 byly původní varhany od firmy E.S. Petra z Prahy nahrazeny novými, které vyrobil krnovský podnik Rieger-Kloss. Jediný zbylý zvon Sv. Josef byl v roce 1990 doplněn zvonem P. Maria Královna míru (850 kg, ladění fis1) z dílny rodiny Dytrychovy z Brodku u Přerova a v roce 2002 umíráčkem Sv. Monika (230 kg, ladění d2). Roku 1997 proběhla výmalba chrámu, o dva roky později dostal kostel novou fasádu. V roce 2017 byla znovu obnovena fasáda věže a byly provedeny další menší práce na věži (např. repase mříží a zábradlí ochozu či obnova ciferníků hodin), roku 2018 byly vyměněny zpovědnice. V roce 2021 byl v kostele instalován nový oltář (obětní stůl), který nahradil provizorní dřevěný z roku 1965, ambon, sedes a lavice pro ministranty.
V letech 1989–2016 byl kostel zapsán jako kulturní památka. Rozhodnutím Ministerstva kultury České republiky z roku 2016 (a na základě pozdějšího rozsudku Nejvyššího správního soudu) ale byla jeho památková ochrana zrušena, neboť byl do Ústředního seznamu kulturních památek zapsán, společně s mnoha dalšími objekty, až po uplynutí lhůty dané zákonem (tzv. pozdě zapsaná památka).
Díky své dobré akustice je kostel svatého Augustina kromě náboženských účelů využíván i ke koncertům duchovní hudby, varhanním koncertům i vystoupením sborů.

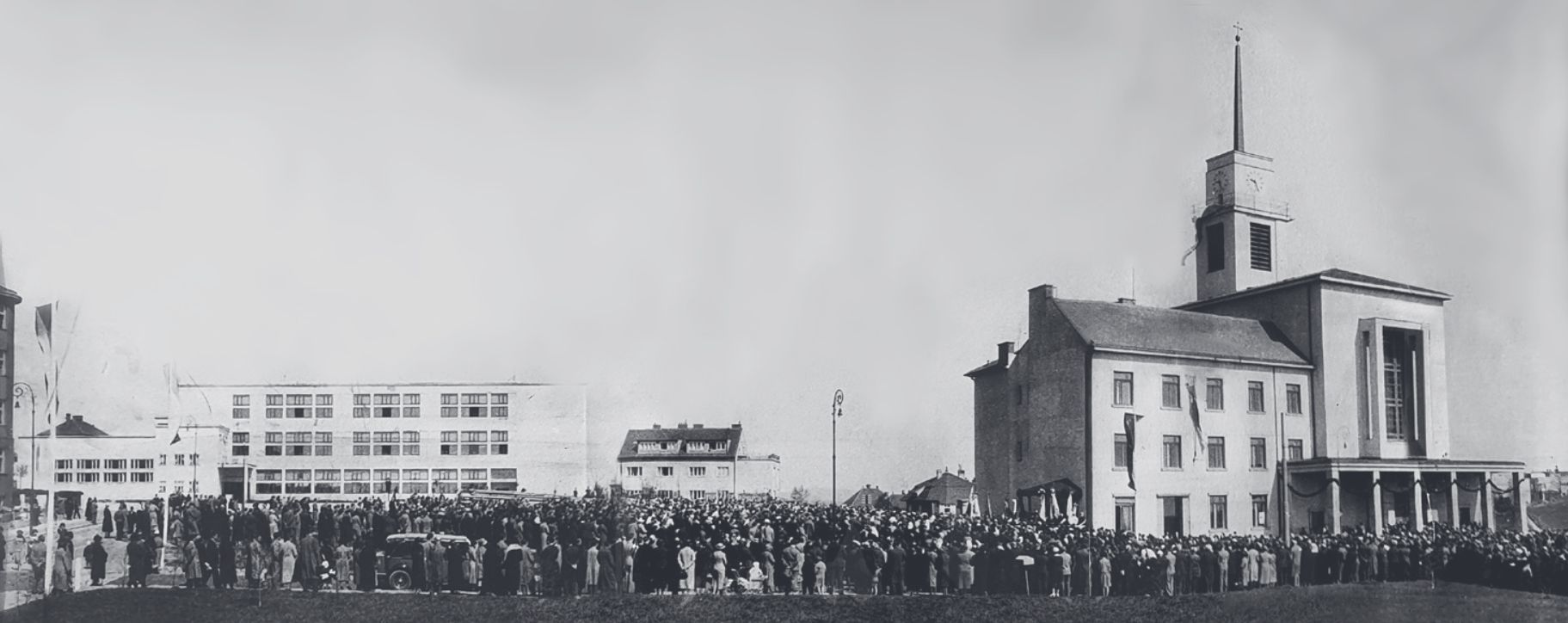
Slavnostní svěcení kostela v roce 1935

## Popis

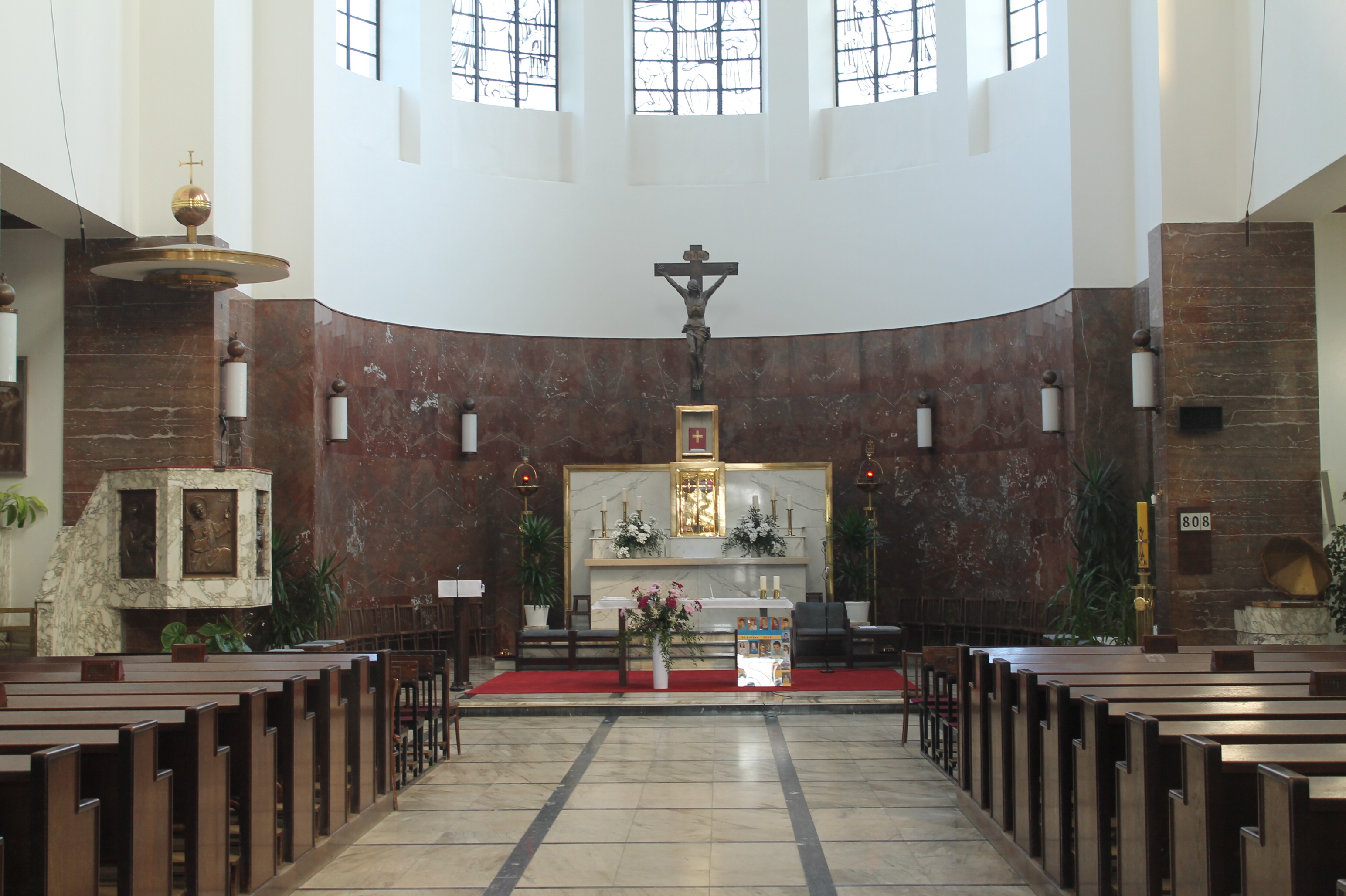
Hlavní loď s presbytářem

Funkcionalistický (Karel Kuča jej označuje jako pozdně konstruktivistický) kostel svatého Augustina byl postaven ve formě plochostropého bazilikálního trojlodí. Konstrukčně se jedná o monolitický železobetonový skelet s výplní cihlového zdiva. Konstrukce krovu je řešena ocelovými vazníky s podhledem. Kostel není orientován, presbytář směřuje k severozápadu, takže chrám se svým jihovýchodním průčelím obrací do centrálního prostoru Masarykovy čtvrti, na náměstí Míru. Před vstupem se nachází plochostropý šestisloupový portikus na schodištní podestě. Hlavní prostřední vchod je umístěn v obdélném předsazeném vstupním portálu, nad ním se nachází bronzová deska s nápisem DOMVS DEI PORTA COELI (tj. Dům Boží – brána nebes) a po jeho stranách jsou umístěny dva vedlejší vchody. Hlavní loď je výrazně převýšena a je osvětlena vysokými bočními okny a velkým oknem v průčelí, které je rámováno otevřeným rizalitem. Dvě boční lodi jsou od hlavní lodě odděleny řadou sloupů a obě jsou zakončeny kaplemi otevřenými do presbytáře: vpravo v podvěží se nachází kaple Božího hrobu, vlevo kaple Panny Marie. V bočních lodích jsou umístěny postranní oltáře z šedého mramoru s výraznou kresbou, v pravé stojí oltář Svaté rodiny, v levé oltář Nejsvětějšího Srdce Páně. Sakristie je přístupná jak hlavním vchodem z levé lodi, tak z kaple Panny Marie, a vychází z ní spojovací chodba do farní budovy, s níž tvoří kostel jeden funkční a provozní celek. Fara přiléhá ke kostelu z jihozápadní strany, jedná se o jednoduchou stavbu o pěti okenních osách se třemi nadzemními podlažími, jejíž nejvýchodnější okenní osa je postavena nad levou boční lodí chrámu.

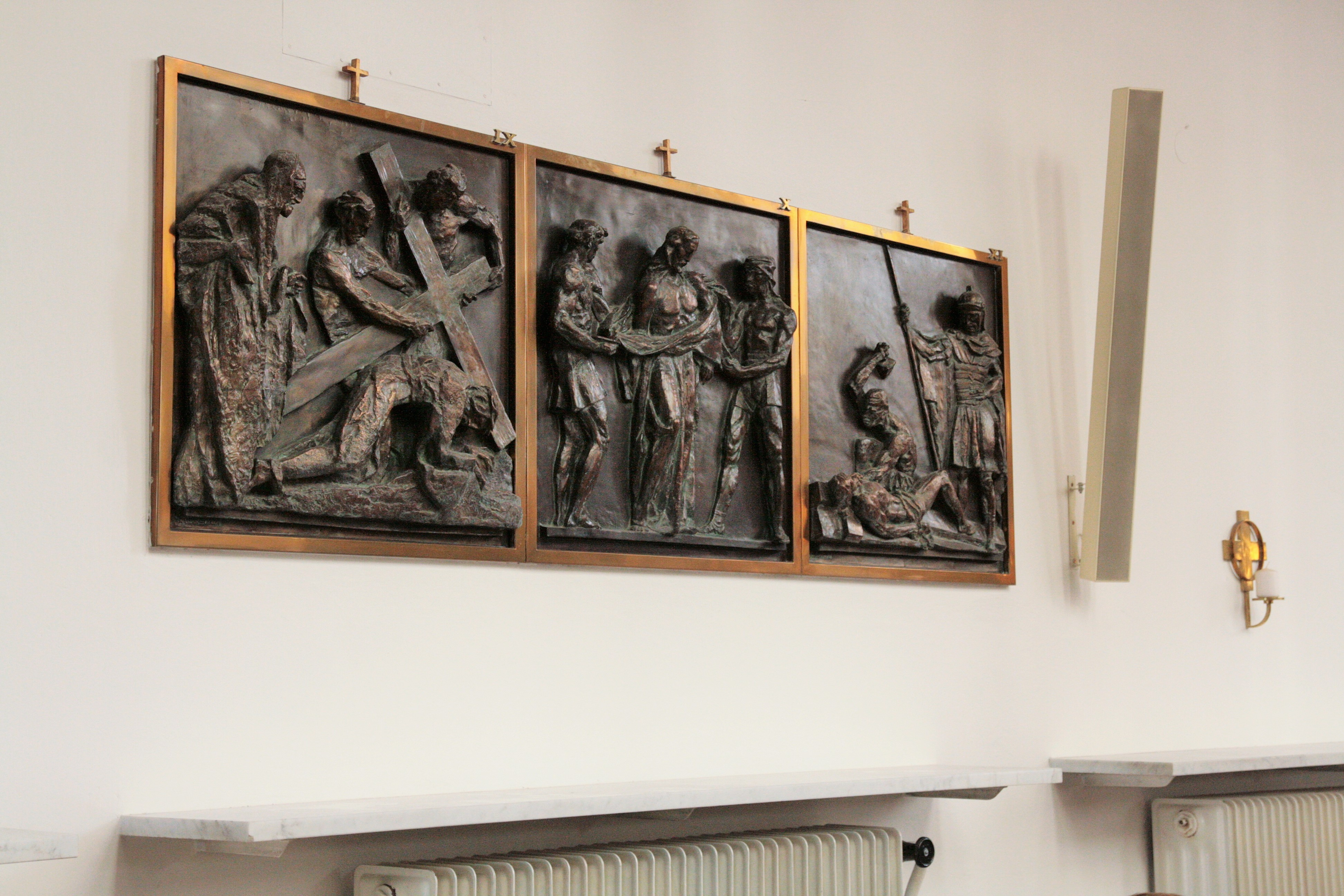
Křížová cesta

Hlavní loď kostela přechází skrz subtilní triumfální oblouk do presbytáře, který je zakončen půlkruhovou apsidou s hlavním oltářem z bílého mramoru se šedými žilkami a zlatým olemováním, bez malířské nebo sochařské výzdoby. Obdobné struktury a barevnosti je obětní stůl a ambon, které se nacházejí v presbytáři. Stůl je intarzován mosaznými leštěnými symboly kříže a svatého Augustina, které vychází ze symboliky obsažené v původním dělicím plůtku presbytáře (odstraněn počátkem 90. let 20. století). Vpravo je ke spodní části triumfálního oblouku připojena mramorová křtitelnice s polygonálním bronzovým víkem, vlevo polygonální kazatelna s obkladem z velkobrekciového mramoru s nárožní, konzolovitě vysunutou kruhovou deskou baldachýnu. Vysoká okna apsidy jsou vyzdobena figurálními malbami. Interiér chrámu je funkcionalisticky strohý. Spodní část hlavní lodi se obložena červenohnědým mramorem s bílými žilkami, zbytek je bíle vymalován. V kontrastu s bílými stěnami je tmavě hnědý dřevěný kazetový strop. Podlahu tvoří dlažba ze čtvercových desek z bílého mramoru, které jsou lemovány úzkými tmavě šedými pásky.
K hlavní lodi přiléhá věž o celkové výšce 50 m. Samotná hranolová věž, rámovaná plochými pilastry, měří 37 m, přičemž ve výši 32 m se nachází přístupný venkovní ochoz. Pod ním je prostor zvonice s akustickými otvory prolomenými ve všech čtyřech stěnách, které jsou kryty žaluziemi. Nad ochozem je umístěna odstoupená, 5 m vysoká hranolová hodinová nástavba s věžními hodinami (ciferníky jsou na všech čtyřech stěnách), která je zakončena 13 m vysokým plechovým hrotem s křížem na vrcholu. Ze severu k věži přiléhá schodišťová vížka kruhového půdorysu o přibližné výšce 9 m s vnitřním točitým schodištěm ústícím do nitra věže, z jihu, podél boční lodi, malá přepažená předsíň se vstupem z interiéru chrámu i zvenčí.
Podle návrhu Vladimíra Fischera měla být v ose velkého okna v průčelí, nad předsazeným rámem, osazena plastika, která však nebyla realizována. Na vstupním portiku měly být nad čtyřmi prostředními sloupy také umístěny čtyři bronzové sochy svatého Cyrila, svatého Metoděje, svaté Ludmily a svatého Václava. Ty sice vznikly, ovšem jako vápencové (akademický sochař Pelikán), neboť kvůli válečné hrozbě mohla být bronzová díla zabavena a roztavena, a nebyly osazeny. Ani po druhé světové válce ale jejich instalaci doba nepřála a údajně měly být nakonec umístěny ve Velkém Újezdu v parku sester františkánek. Jejich další osudy nejsou známy.

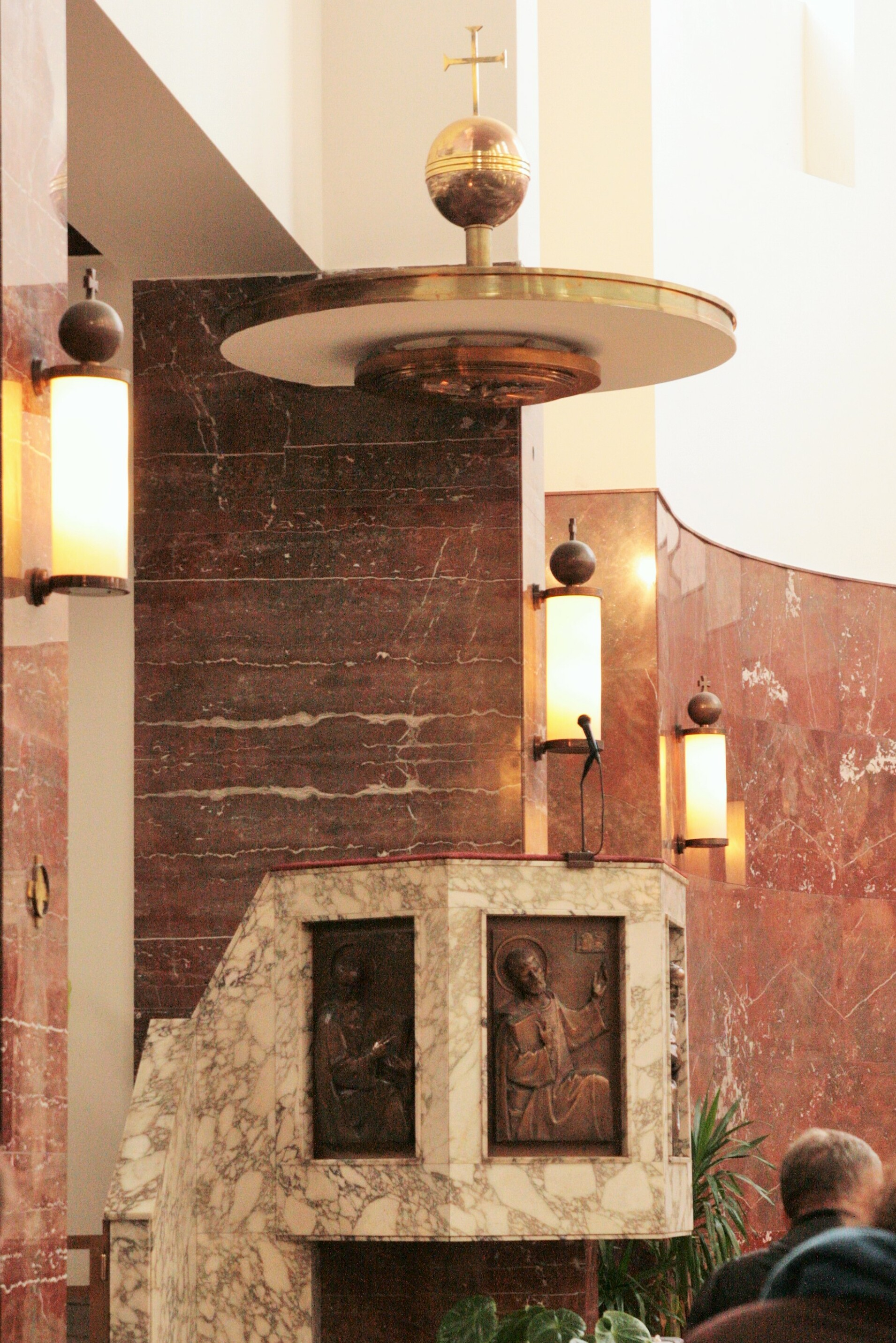
Kazatelna

Na výzdobě interiéru se podíleli Vladimír Fischer (kazatelna včetně mosazné branky, mosazné křížky a kropenky, svícny, mešní nádoba, hlavní oltář se schránkou svatostánku a další), sochaři Josef Axmann (plastika Kristus na kříži nad hlavním oltářem a plastika ležícího Krista v kapli Božího hrobu), Václav H. Mach (společně s Axmannem bronzová desková reliéfní křížová cesta a mramorová křtitelnice) a František Fabiánek (bronzové reliéfní desky na kazatelně) a malíři František Süsser (okenní malby v kněžišti, obrazy nad vstupy do sakristie a do kaple Panny Marie), Petr Pištělka (obraz Svaté rodiny z let 1944–1945 v postranním oltáři v levé boční lodi), František Myslivec (obrazy dnes umístěné na faře), Hubert Kovařík (obraz Nejsvětějšího Srdce Páně z roku 1944 v postranním oltáři v pravé boční lodi, oltářní obraz v kapli Božího hrobu, obrazy u vstupů do kostela pod kůrem) a Milena Šimková-Elgrová (obraz Madony s Ježíškem v oltáři kaple Panny Marie; ten byl krátce po druhé světové válce přemalován Boženou Krasickou). Nové vybavení z roku 2021 navrhli architekti Tomáš Rusín a Martin Klaška z ateliéru RAW; oltář a ambon vyrobila firma Kamenoprůmysl Komárek z Letovic, sedes a lavice pro ministranty dílna Sheraton Interier z Drnovic.

### Betlém
Betlém se nachází v kapli Božího hrobu. Jeho základ nechal při dokončování kostela vytvořit augustinián Karel Ignác Fanfrdla, který se roku 1935 stal prvním duchovním správcem chrámu a roku 1938 i prvním místním farářem. Dřevěný betlém se Svatou rodinou, 2–3 pastýři, množstvím oveček a Třemi králi vytvořil řezbář Prosecký. V následujících letech nechal P. Fanfrdla doplnit několik menších figur pastýřů. Další rozšíření proběhlo na počátku 50. let 20. století, v době, kdy P. Fanfrdla byl vězněn a o farnost se staral kaplan Josef Gabriel. Tehdy přibyly dvě větší postavy pastýřů (otce a syna), které jsou patrně dílem brněnského řezbáře Jaroslava Vaňka. Původ figur andělů není znám. Když v roce 1961 P. Fanfrdla jako zdejší farář končil, přenechal betlém, který byl v jeho vlastnictví, farnosti. Roku 2006 byl betlém doplněn o figurku černouška, která slouží zároveň jako pokladnička – dary lidí jsou využity pro projekt adopce na dálku.

## Galerie

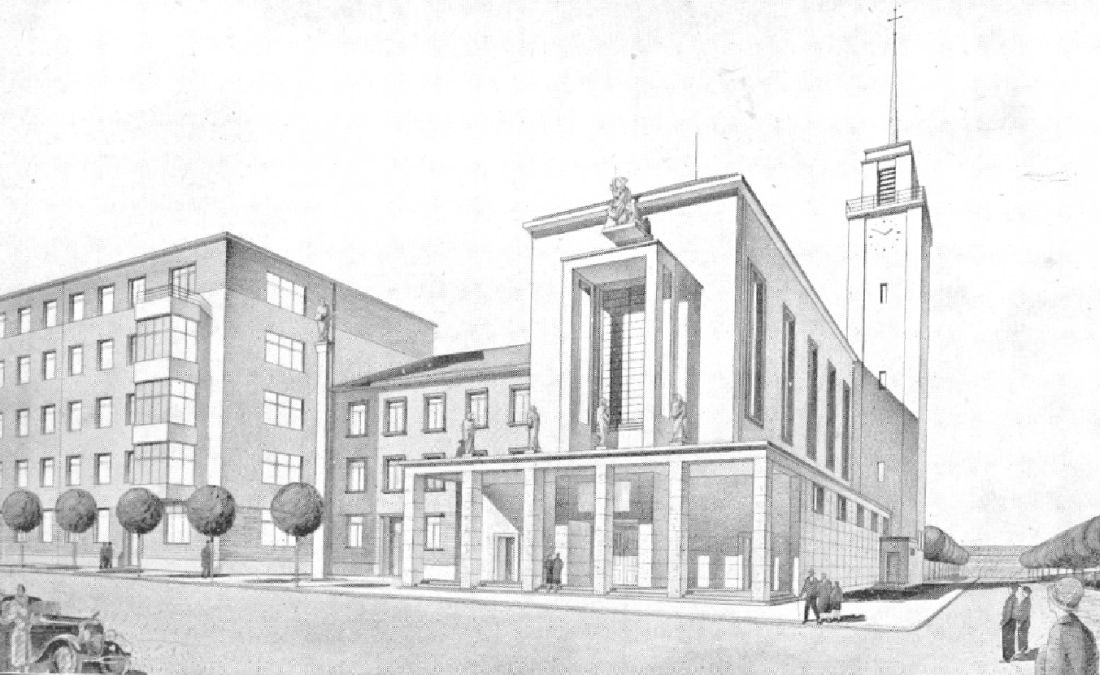
Původní návrh kostela, fary a další zástavby
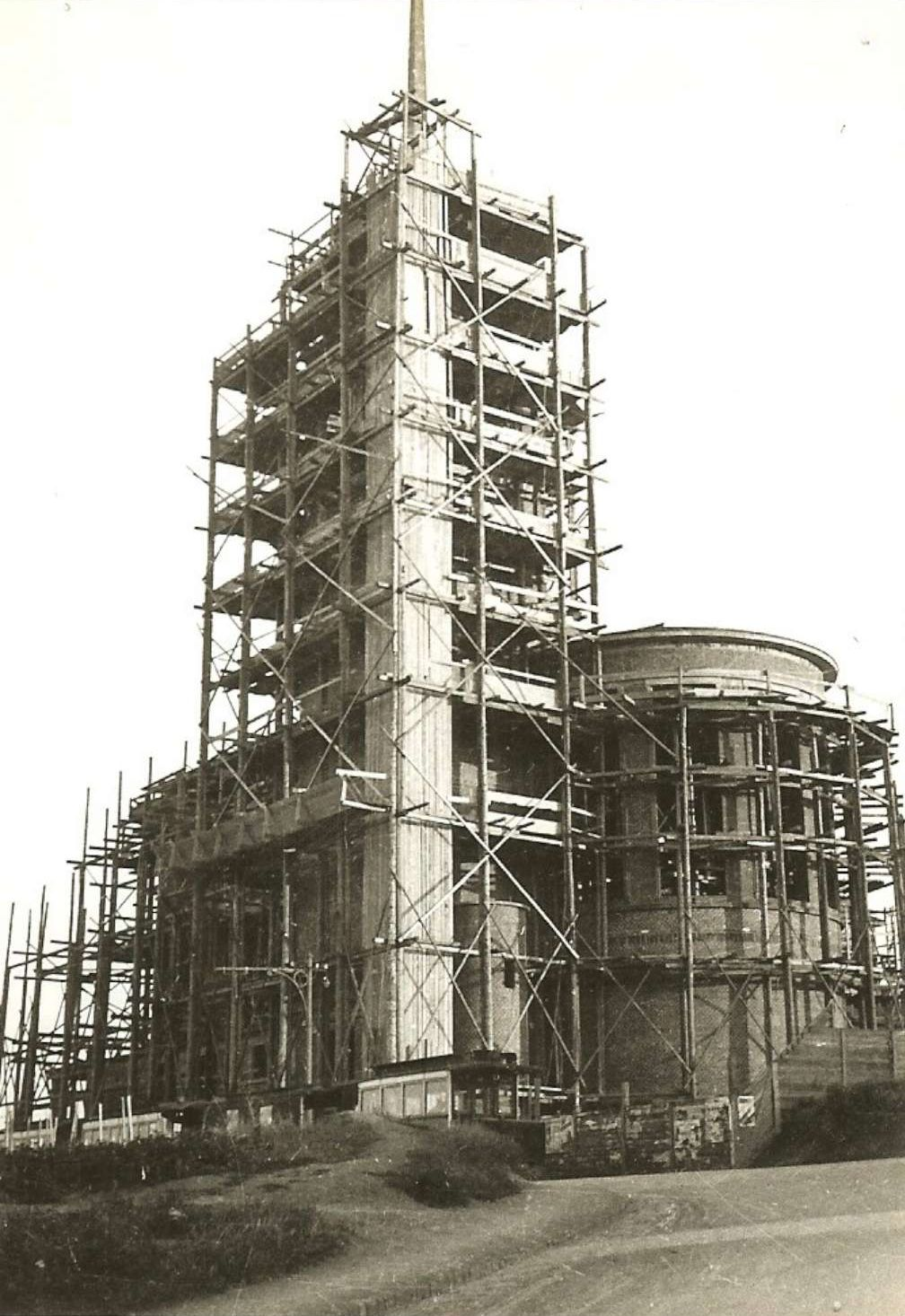
Stavba kostela
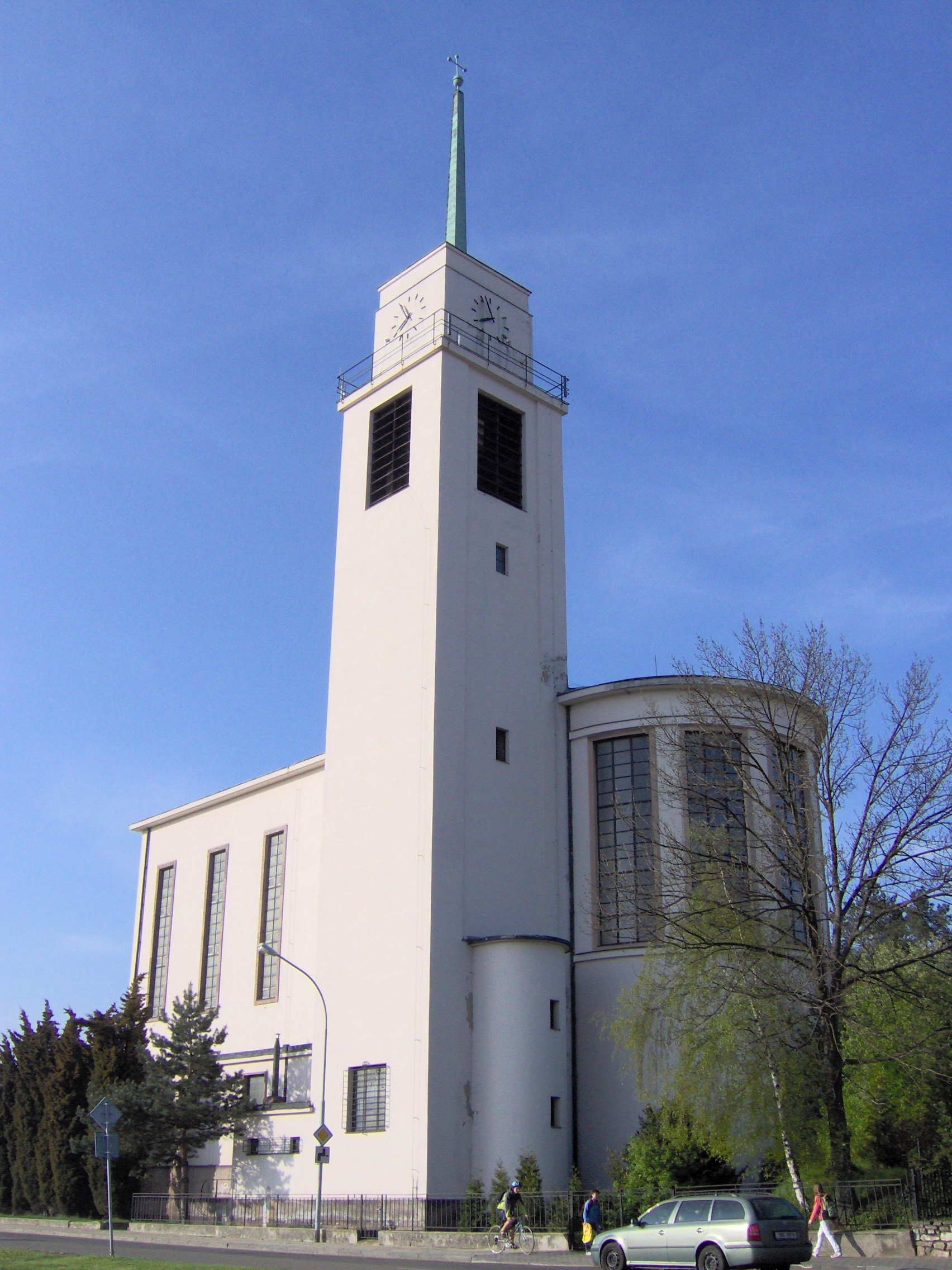
Věž a závěr kostela
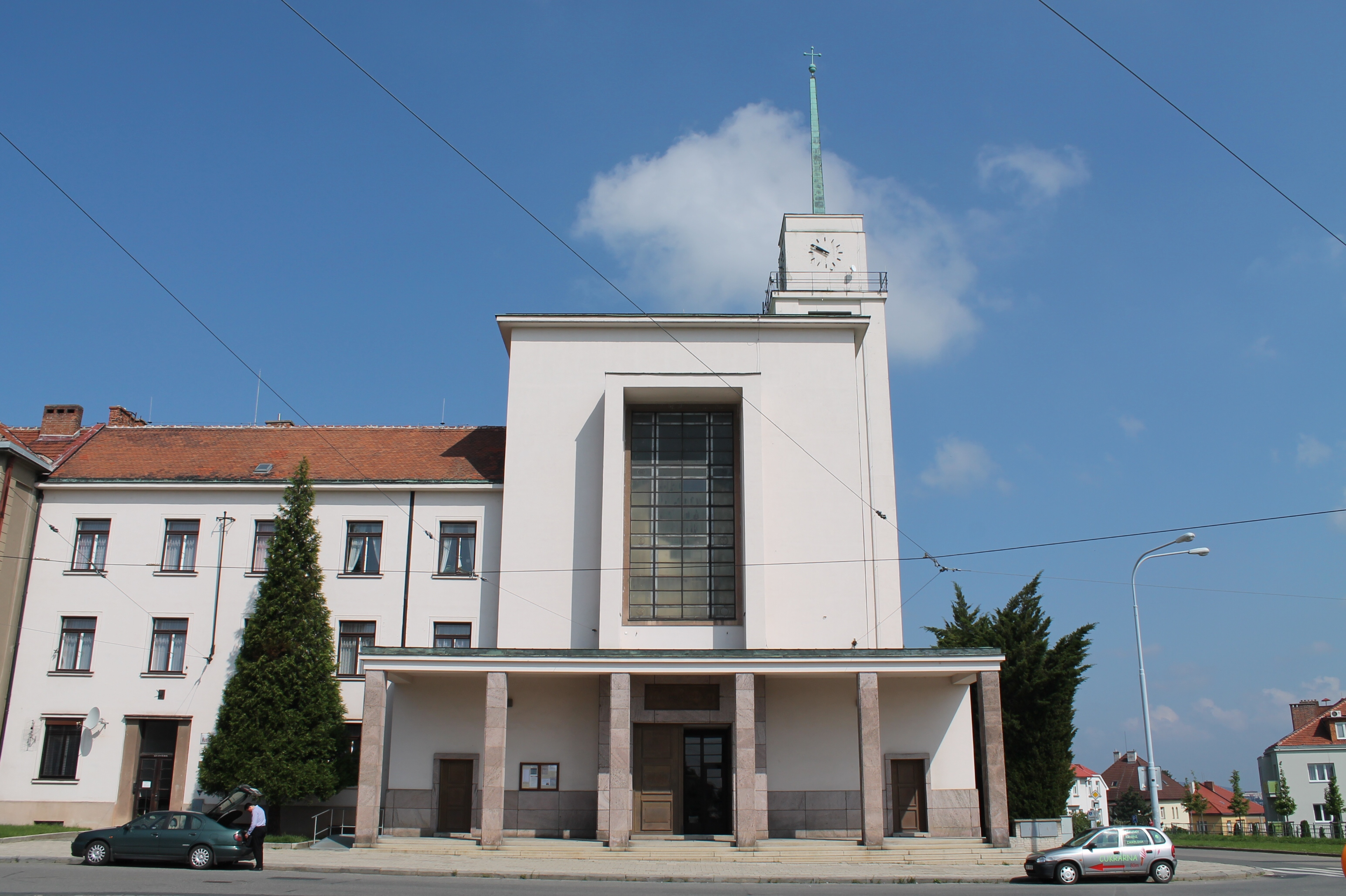
Průčelí kostela a fary
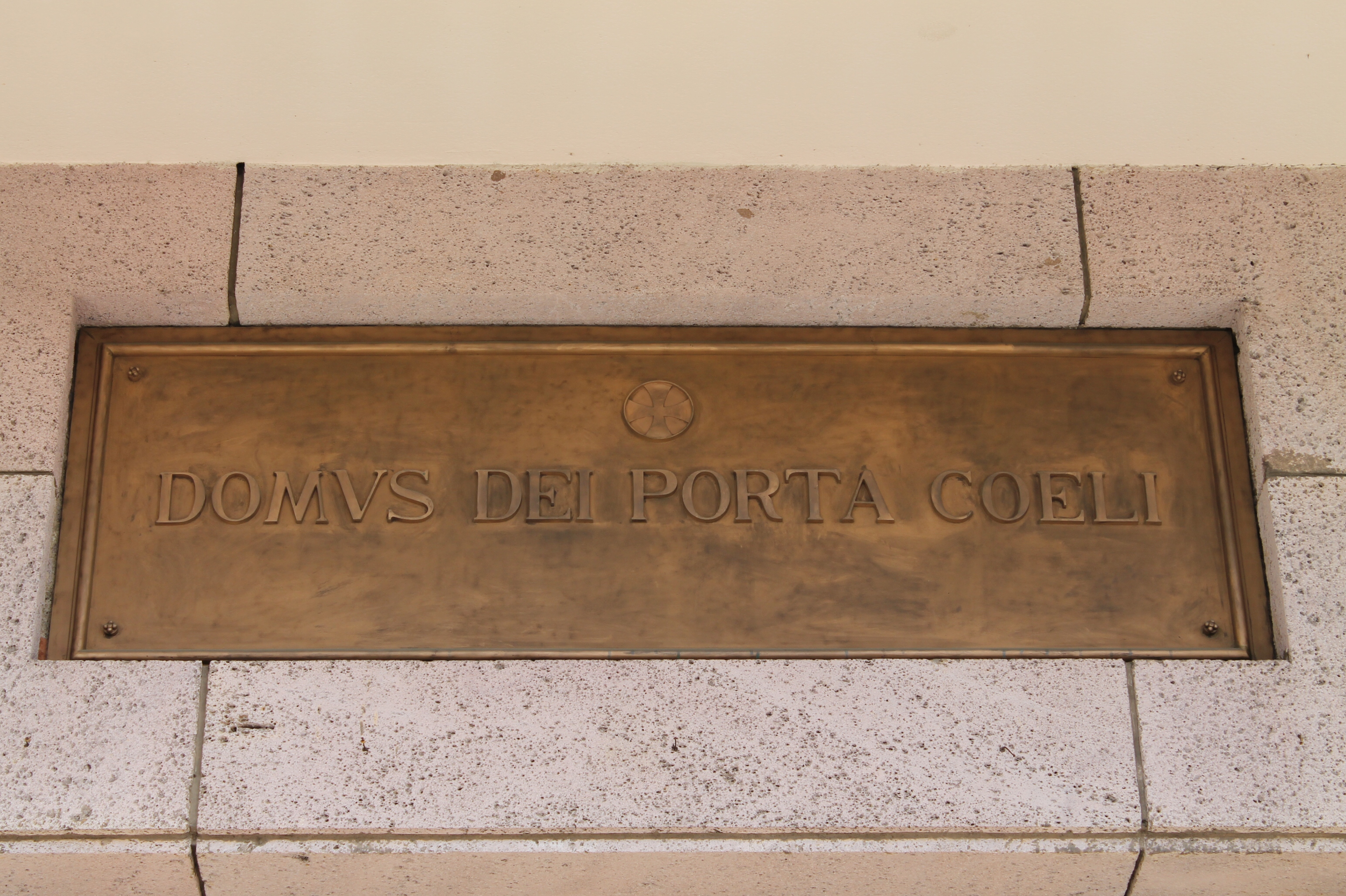
Deska nad vchodem do kostela
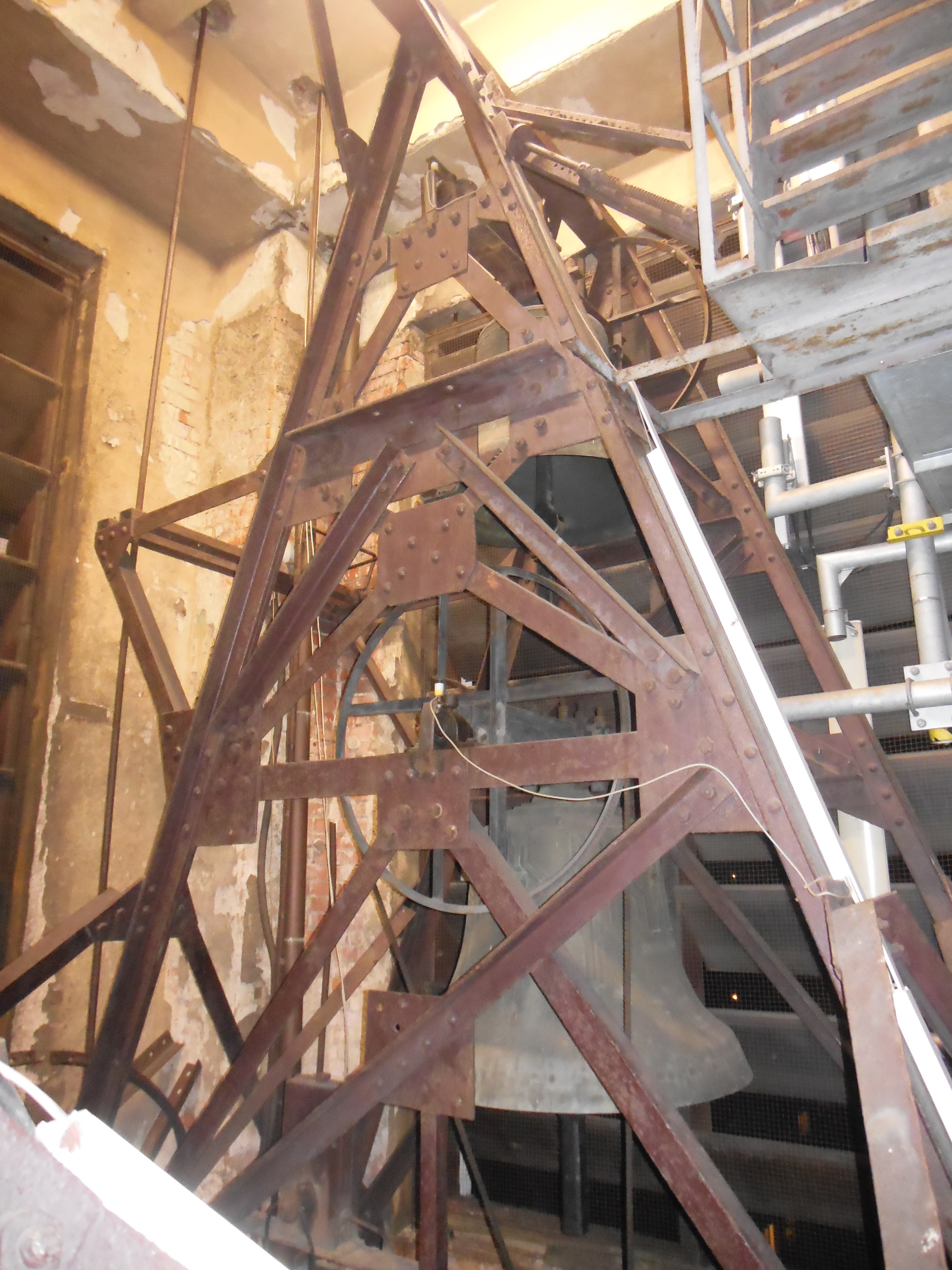
Interiér zvonice
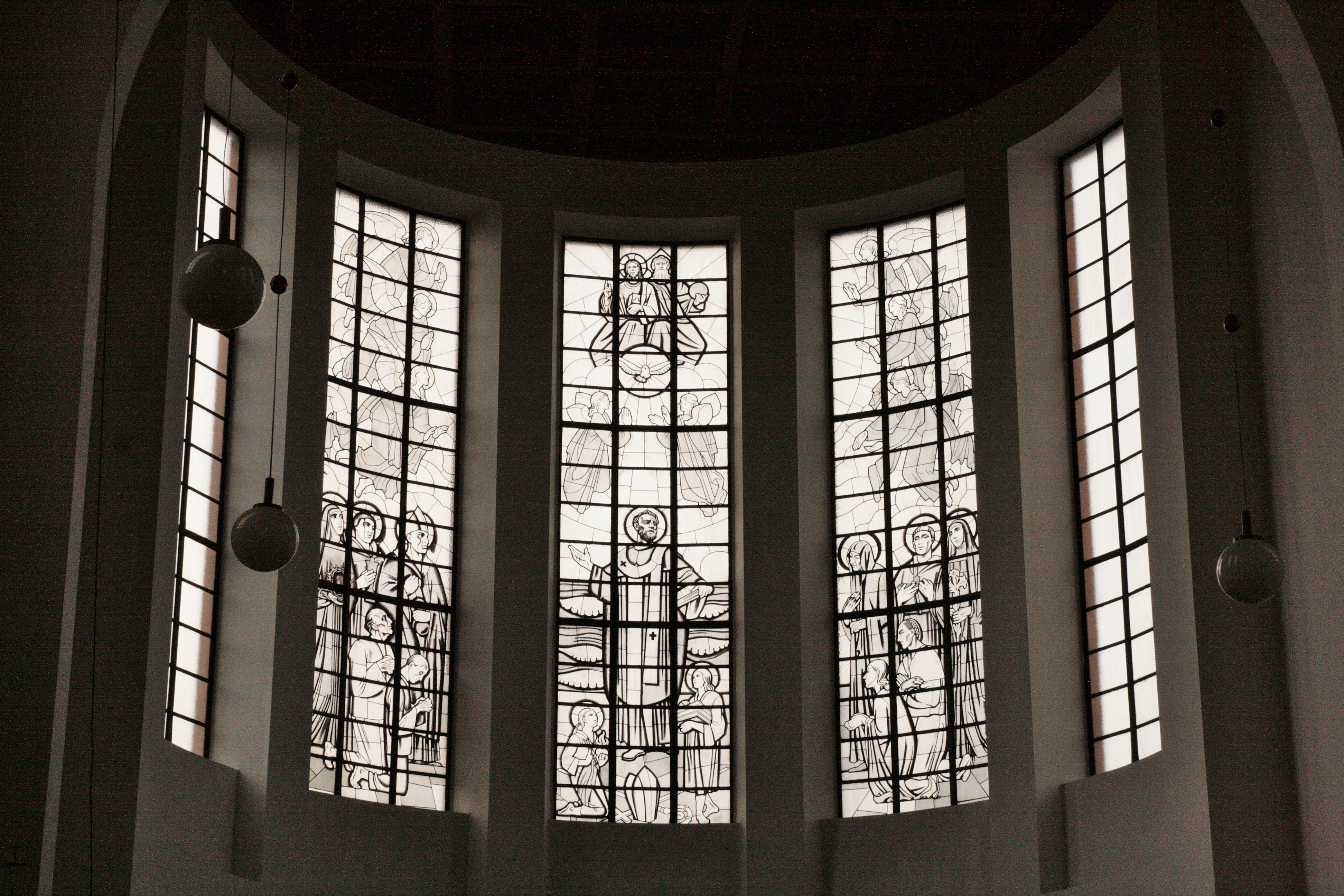
Vitráže v závěru kostela
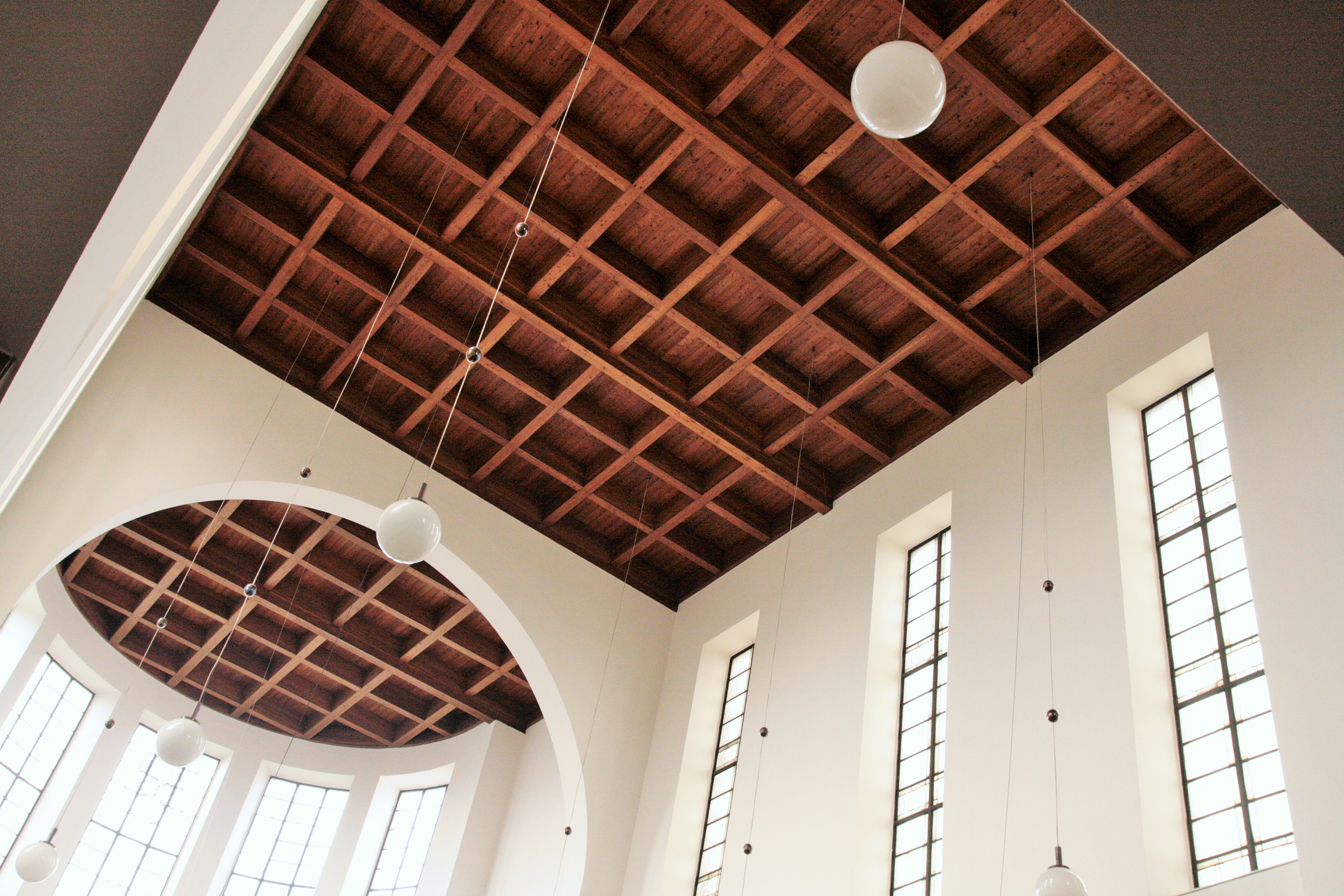
Kazetový strop